# Province dell'Oman
Le province dell'Oman sono la suddivisione territoriale di secondo livello del Paese, dopo i governatorati, e sono pari a 61.

## Governatorato di al-Batina Nord
| Provincia  | Popolazione (2010) |
| ---------- | ------------------ |
| al-Khābūra | 52 294             |
| Liwāʾ      | 34 001             |
| Saham      | 93 438             |
| Shinas     | 52 132             |
| Sohar      | 140 006            |
| al-Suwayq  | 111 711            |

## Governatorato di al-Batina Sud
| Provincia      | Popolazione (2010) |
| -------------- | ------------------ |
| al-Awabi       | 13 326             |
| Barka'         | 96 407             |
| al-Musana      | 68 571             |
| Nakhal         | 18 118             |
| Rustaq         | 79 720             |
| Wadi al-Maawil | 12 866             |

## Governatorato di al-Buraymi
| Provincia            | Capoluogo  | Popolazione (2010) |
| -------------------- | ---------- | ------------------ |
| Wilaya di al-Buraymi | al-Buraymi | 63 159             |
| Wilaya di Mahda      | Mahda      | 8 373              |
| Wilaya di al-Sunayna | al-Sunayna | 1 385              |

## Governatorato di al-Dakhiliyya
| Provincia | Popolazione (2010) |
| --------- | ------------------ |
| Adam      | 27 321             |
| Bahla     | 58 234             |
| Bidbid    | 24 705             |
| al-Hamra  | 19 509             |
| Izki      | 41 402             |
| Mana      | 15 056             |
| Nizwa     | 84 528             |
| Samail    | 55 896             |

## Governatorato di al-Sharqiyya Nord
| Provincia          | Popolazione (2010) |
| ------------------ | ------------------ |
| Bidiya             | 20 946             |
| Dama Wa al-Taiyyin | 19 442             |
| Ibra               | 27 216             |
| al-Muḍaybī         | 69 377             |
| al-Qabil           | 16 033             |
| Wadi Bani Khalid   | 9 468              |

## Governatorato di al-Sharqiyya Sud
| Provincia            | Popolazione (2010) |
| -------------------- | ------------------ |
| Jaalan Bani Bu Ali   | 61 356             |
| Jaalan Bani Bu Hasan | 30 146             |
| al-Kamil Wa al-Wafi  | 22 816             |
| Maṣīra               | 8 726              |
| Sur                  | 64 988             |

## Governatorato di al-Wusta
| Provincia | Popolazione (2010) |
| --------- | ------------------ |
| Duqm      | 11 217             |
| Hayma     | 10 473             |
| al-Jazir  | 7 933              |
| Mahawt    | 12 488             |

## Governatorato di al-Zahira
| Provincia | Popolazione (2010) |
| --------- | ------------------ |
| Dank      | 17 191             |
| Ibri      | 116 416            |
| Yanqul    | 18 057             |

## Governatorato del Dhofar
| Provincia                     | Popolazione (2010) |
| ----------------------------- | ------------------ |
| Dalkut                        | 2 809              |
| Mirbat                        | 13 919             |
| Muqshin                       | 1 069              |
| al-Mazyunah                   | 8 039              |
| Rakhyut                       | 4 501              |
| Sadah                         | 6 384              |
| Shalim Wa Juzur al-Hallaniyat | 8 697              |
| Salalah                       | 172 570            |
| Taqah                         | 18 218             |
| Thumrayt                      | 13 523             |

## Governatorato di Mascate
| Provincia | Popolazione (2010) |
| --------- | ------------------ |
| Amrat     | 58 400             |
| Bawshar   | 192 235            |
| Mascate   | 27 216             |
| Matrah    | 150 124            |
| Qurayyat  | 44 911             |
| Seeb      | 302 992            |

## Governatorato di Musandam
| Provincia     | Popolazione (2010) |
| ------------- | ------------------ |
| Bukha         | 3 025              |
| Daba Al Bayah | 6 991              |
| Khasab        | 18 151             |
| Madha         | 3 258              |